# Kvitøya
Kvitøya is een onbewoond eiland in de Spitsbergen-archipel. Het is het meest oostelijke eiland en vrijwel geheel bedekt met ijs. De ijskap heet 'Kvitøyjøkulen'. Het eiland is 682 km² groot. De hoogste heuvel van het eiland komt 410 meter boven de zeespiegel uit.
Kvitøya is in 1707 ontdekt door de Hollander Cornelis Gielis en werd door de eeuwen heen onder de naam 'Giles Land' op kaarten in verschillende vormen, maten en posities gezien. De huidige naam werd gegeven in 1876 door walvisvaarder Johan Kjeldsen uit Tromsø.

## Poolexpeditie
Het eiland kreeg enige bekendheid toen er de lichamen van drie verdwenen ballonvaarders werden gevonden die in 1897 onder leiding van S.A. Andrée tijdens een poging om de noordpool te bereiken op het ijs strandden en na een barre tocht het eiland bereikten. Daar overleden ze uiteindelijk. Pas 33 jaar later, in 1930, werden ze ontdekt, samen met hun dagboeken en nog niet ontwikkelde films die na ontwikkeling foto's van de doorstane ellende prijsgaven. Er staat op de vindplaats een klein monument.